# Cyrille Eldin
Pour les articles homonymes, voir Eldin.
Cyrille Eldin, né le 6 mai 1973 au Chesnay, est un acteur, animateur de télévision et chroniqueur français.

## Biographie
Né au Chesnay, il a quatre frères et sœurs. Après le divorce de ses parents, il perd son père dans un accident de voiture. Marié et père de deux adolescents, il divorce en 2015.
En 2016, il officialise sa relation avec la journaliste et chroniqueuse Sandrine Calvayrac dans l'émission qu'il a reprise sur Canal +, Le Petit Journal. En 2022, elle donne naissance à son fils Juliàn Eldin.

### Télévision
Il apparaît en 2004 à la télévision, sur Canal+ dans l'émission 20 h 10 pétantes, où il interprète une parodie de Stéphane Bern dans la séquence Bernchelor, le gentleman célibataire.
En 2006, il présente le pilote de l'émission J'y suis j'y reste qui allait devenir Tout le monde veut prendre sa place. Il sera écarté par la production à la faveur de Nagui.
Chroniqueur sur Canal+ depuis 2009, il présente la chronique « L'Infoman » dans La Matinale de Canal+, produit par Alexandre Amiel. Le 22 février 2012, dans le cadre de cette chronique, il déclenche une polémique entre les deux candidates écologistes à la présidentielle, Eva Joly déclarant en réaction à l'une de ses questions concernant Corinne Lepage, « je l'emmerde », à l'adresse de cette dernière.
À partir de septembre 2010, il est chroniqueur  dans l'émission Tout le monde il est beau, tout le monde il est gentil, présentée par Bruce Toussaint, également sur Canal+. À partir du 26 juin 2011, il en anime le best of : Tout le monde il est beau, tout le monde il est bronzé.
En septembre 2012, il intègre l'équipe de l'émission Le Supplément toujours sur Canal+, en plateau et dans la rubrique « Eldin Reporter », puis rejoint Le Petit Journal de la même chaîne en 2014.
À partir de septembre 2015, il est à l'affiche de la comédie de boulevard Fleur de cactus de Barillet et Gredy, au théâtre Antoine à Paris (aux côtés de Catherine Frot et Michel Fau). Il est également dans la nouvelle équipe de chroniqueurs du Grand Journal sur Canal+.
À la rentrée 2016, il succède à Yann Barthès à la présentation du Petit Journal. Dès son lancement, l'émission perd de l'audience, et Cyrille Eldin est l'objet de critiques, soulignant autant la personnalisation de l'émission que la vacuité du programme,. À cause des très mauvaises audiences de la saison, Le Petit Journal est finalement supprimé. Cyrille Eldin reste sur Canal +, où il anime à partir de la rentrée 2017 La case en +, le samedi à 19 h 15.

### Critiques
En 2016, il est critiqué par Laurent Ruquier pour ses interviews jugées complaisantes avec la dirigeante d'extrême droite, Marine Le Pen, ce qu'il admet, sur France Inter.
En janvier 2017, une polémique éclate concernant l'attitude de Cyrille Eldin vis-à-vis de Camille Crosnier, une journaliste de l'émission Quotidien, qu'il menace physiquement en marge d'un déplacement de Benoît Hamon. Yann Barthès, l'animateur de Quotidien et également prédécesseur de Cyrille Eldin, décrit alors ce dernier, sans le nommer explicitement, comme « un collègue totalement relou, un poil violent et misogyne », accusations auxquelles Cyrille Eldin répondra avec ironie.

### Affaire judiciaire
En septembre 2024, Cyrille Eldin est jugé au tribunal correctionnel de Nanterre pour des faits de « violences psychologiques et menaces de mort », reprochées par son ex-compagne Sandrine Calvayrac, avec qui il a partagé sa vie entre 2015 et 2023. Il est également jugé pour « détention d'arme non autorisée » et « usage de stupéfiants ». Le mois suivant, il est relaxé pour « menaces de mort », mais condamné à une peine de six mois de prison avec sursis pour les autres faits reprochés. Cette peine est assortie de deux interdictions ; rentrer en contact avec son ex-compagne pour une durée de deux ans et porter une arme pour les cinq prochaines années.

## Filmographie

### Cinéma
- 2002 : Monique : toujours contente de Valérie Guignabodet
- 2004 : La confiance règne d'Étienne Chatiliez
- 2005 : Vive la vie d'Yves Fajnberg
- 2006 : Quand les anges s'en mêlent… de Crystel Amsalem
- 2006 : Un ticket pour l'espace d'Éric Lartigau
- 2006 : Roman de gare de Claude Lelouch
- 2006 : Madame Irma de Didier Bourdon
- 2007 : L'Île aux trésors d'Alain Berberian
- 2008 : Bouquet final de Michel Delgado
- 2009 : Le code a changé de Danièle Thompson
- 2009 : Victor de Thomas Gilou
- 2013 : Win Win de Claudio Tonetti
- 2019 : Vous êtes jeunes, vous êtes beaux de Franchin Don

### Téléfilms
- 2001 : Sèvres-Babylone police département, Canal+
- 2002 : L'Enfant éternel de Patrick Poubel
- 2002 : Hep'Taxi, sketch pour Canal+ de Frédéric Berthe
- 2004 : Clara et associés de Gérard Marx
- 2005 : Avocats et associés de Patrice Martineau
- 2005 : Commissaire Valence de Denis Amar
- 2005 : Les Enfants d'abord de Didier Albert
- 2006 : Avocats et associés de Badreddine Mokrani
- 2007 : Duval et Moretti - héros d'un jour de Denis Amar
- 2007 : Paris enquêtes criminelles de Gérard Marx
- 2007 : Vénus et Apollon, saison 2, de Pascal Lahmani
- 2007 : PJ de Thierry Petit, saison 12, épisode 4
- 2008 : L'Arbre de mai de Claude Ardid
- 2008 : Services sacrés de Vincenzo Marano
- 2008 : Caméra Café - nouvelle génération, Artus de Penguern et Bruno Solo
- 2009 : Sœur thérèse.com - crime d'amour de Vincenzo Marano
- 2009 : RIS police scientifique - mise à l'épreuve d'Éric Le Roux
- 2009 : Le Bourgeois gentilhomme de Christian de Chalonge
- 2010 : Au bas de l'échelle d'Arnaud Mercadier
- 2011 : Mort d'un président de Pierre Aknine : Édouard Balladur
- 2011 : Alice Nevers, le juge est une femme d'Alexandre Laurent
- 2014 : Vice Versa
- 2016 : Capitaine Marleau (épisode « En trompe-l'œil ») de Josée Dayan
- 2018 : Léo Matteï, Brigade des mineurs (saison 6, épisode 2) : Stéphane Dolbeault

### Publicités
À partir de 2012, il apparaît dans les publicités du site Oscaro.com.

## Émissions de télévision
- 2009-2012 : « L'Infoman », chronique quotidienne dans La Matinale sur Canal+
- 2010-2011 : chronique hebdomadaire dans Tout le monde il est beau, tout le monde il est gentil
- été 2011 : présentateur de Tout le monde il est beau, tout le monde il est bronzé sur Canal+
- 2012-2015 : « Eldin Reporter », chronique hebdomadaire dans l'émission Le Supplément sur Canal+
- 2014-2015 : « Face à Eldin », chronique dans Le Petit Journal sur Canal+
- 2015-2016 : Chronique politique du Grand journal sur Canal+
- 2016-2017 : Présentateur du Petit Journal sur Canal+
- 2017-2018 : Présentateur de La Case en + sur Canal+
- 2018-2020 : Présentateur de l'émission Les Reporters du dimanche sur Canal+
- 2021-2022 : Présentateur de l'émission Caractères sur Canal+

## Théâtre
- 1999-2000 : Le Monte-plats d'Harold Pinter, mise en scène de Jean-Gilbert Adam
- 1999-2000 : Le Tragédien malgré lui d'Anton Tchekhov, mise en scène de Jean-Gilbert Adam
- 1999-2000 : Va compter sur la Lune et Pièces détachées d'Éliane Gallet
- 2002-2003 : Le Grand Vizir et Les Jumeaux étincelants de Jacqueline Ordas
- 2002-2003 : Main dans la main de S. Freden, mise en scène de Jacqueline Ordas
- 2003 : Surprises et conséquences de Sandrine Martin
- 2004-2005 : Sortie de scène de Nicolas Bedos, mise en scène de Daniel Benoin
- 2005-2007 : La Sœur du Grec d'Éric Delcourt, mise en scène de Jean-Luc Moreau
- 2008-2009 : Hors piste d'Éric Delcourt, mise en scène d'Éric Delcourt et Dominique Deschamps
- 2009 : Les hommes préfèrent mentir d'Éric Assous, mise en scène de Jean-Luc Moreau
- 2011 : Hors Piste aux Maldives d'Éric Delcourt, mise en scène d'Éric Delcourt et Dominique Deschamps
- 2012 : Lady Oscar de Claude Magnier adapté par Guillaume Mélanie, mise en scène d'Éric Civanyan
- 2015 : Fleur de cactus de Pierre Barillet et Jean-Pierre Grédy, mise en scène Michel Fau, Théâtre Antoine
- 2020 : L'Opposition Mitterrand vs Rocard de Georges Naudy, mise en scène Éric Civanyan, théâtre de l'Atelier
- 2022 : Le Fantasme de Jean-François Cros, mise en scène Jean-Luc Moreau, Comédie des Champs-Élysées
- 2023 : Mon voisin nu de et mise en scène Patrice Leconte, Radiant-Bellevue de Lyon et tournée